# エウニケ (小惑星)
エウニケ (185 Eunike) は、小惑星帯に位置する大きくて暗い小惑星の一つ。原始的な、炭素化合物からなる星である。
1878年3月1日にアメリカ合衆国の天文学者、クリスチャン・H・F・ピーターズによりニューヨーク州クリントンで発見され、ギリシア神話に登場するネレイデスの一人で、「よき勝利」という意味を持つエウニケにちなんで命名された。これは1878年3月3日に結ばれたサン・ステファノ条約を記念したものだった。
2004年までに三度の掩蔽が観測された。